# Giulio Cottrau
Giulio Cottrau (Nàpols, 29 d'octubre de 1831 - Roma, 25 d'octubre de 1916), fou un compositor italià. Era fill de Guglielmo i germà de Teodoro, ambdós també músics compositors.
Començà els seus estudis musicals a la seva ciutat natal amb el mestre Gordigiani, traslladant-se més tard a París on s'establí com a professor de cant.
Va compondre dues òperes: Le roi Lear i Griselda, i diversos lieder, entre els que assoliren èxit els titulats; La mouche blanche; satinelle perdu i alguns d'altres.